# ゲーリー・スナイダー
ゲーリー・スナイダー（Gary Snyder、1930年5月8日 - ）は、アメリカ合衆国の詩人、自然保護活動家。20世紀のアメリカを代表する自然詩人。

## 経歴
1930年、カリフォルニア州サンフランシスコ生まれ。
代表作の詩集『亀の島』ではピューリッツアー賞 詩部門を、『終わりなき山河』ではボリンゲン賞を受賞。アレン・ギンスバーグやジャック・ケルアックなどとの交友関係は有名で、（しかし本人は、自身をビートと結び付けたがっていない）1950年代前半には「ビート・ジェネレーション」の詩人として活躍した。
1956年から1968年までの期間の大半は京都に滞在し、相国寺や大徳寺で臨済禅を学んだ。この時期には宮沢賢治の詩の翻訳も試み、「春と修羅」などの一連の作品の英訳が『奥地』（The Back Country）に所収されている。また、ナナオサカキ、山尾三省らと鹿児島県のトカラ列島に属する諏訪之瀬島にコミューンを作り、移住した。
アメリカに帰国後は、地域に根ざした環境保護運動、カリフォルニア大学デービス校の教授など多彩な活動を展開した。スナイダーの作品は、人間と自然との関係をテーマにしたものが多く、ヘンリー・デイヴィッド・ソローの作品を原型とする自然文学、いわゆる「ネイチャーライティング」の系譜に位置づけられる。
2004年、正岡子規国際俳句賞大賞を受賞。

## 主な詩集
- 『The Back Country』　(奥の国、1967年）  New Directions;
- 『スモーキー・ザ・ベア・スートラ』（Smokey the Bear Sutra、1969年）
- 『亀の島』（Turtle Island、ナナオサカキ訳、1974年）
- 『地球の家を保つには』エコロジーと精神革命（Earth House Hold、1969年）片桐ユズル (翻訳) 1975/12 社会思想社
- 『ノー・ネイチャー』（No Nature、1992年）
- 『野性の実践』シリーズ・ナチュラリストの本棚 重松 宗育＋原 成吉翻訳 1994/08　東京書籍
- 『終わりなき山河』（Mountains and Rivers Without End、1996年）
- 『惑星の未来を想像する者たちへ』山里勝己＋赤嶺玲子＋田中泰賢翻訳 2000/10 山と溪谷社
- 『リップラップと寒山詩』ゲーリー・スナイダー・コレクション1（2011/10　思潮社）
- 『For the Children 子どもたちのために』山里 勝己 (編集, 翻訳), 高野 建三 (写真) 2013/4/23 新泉社

## 主なエッセイ集
- 『地球の家を保つには』（Earth House Hold、片桐ユズル訳、1969年）
- 『自然との語らい』（The Practice of the Wild、1990年、田中泰賢・山里勝己訳）
- 『惑星の未来を想像する者たちへ』（A Place in Space、1995年）
- 『終わりなき山河』（Mountains and Rivers Without End、1996年）
- 『For the Children 子どもたちのために』（2013/04 野草社/新泉社）
- 『絶頂の危うさ』(Danger on Peaks, 2007年）

## 主な対談集
- 『聖なる地球のつどいかな』（屋久島の詩人、山尾三省との対談集）山里勝己(監修), 1998/07 山と溪谷社